# Liste des souverains de Moravie
Cette liste traite des souverains de Moravie, successivement principauté, duché puis margraviat à compter de 1182.

Blason de Moravie

## Grande-Moravie
- avant 828-846 : Mojmír Ier
- 846-869 : Rastislav
- 869-894 : Svatopluk Ier
- 894-906/907 : Mojmír II
- 894-898/899 : Svatopluk II

## Princes
- 1029-1033 : Bretislav Ier de Bohême
- 1033-1034 : Udalrich Ier de Bohême
- 1034-1054 : Bretislav Ier de Bohême

## Partition de la Moravie en trois duchés

### Ducs d'Olomouc
- 1054-1061 : Vratislav Ier de Bohême
- 1061-1086 : Otton Ier le Beau
- 1086-1090 : Euphémie épouse d'Otton Ier régente
- 1090-1090 : Boleslav Ier fils de Vratislav II de Bohême
- 1091-1107 : Svatopluk Ier de Bohême
- 1107-1110 : Otton II le Noir fils de Otton Ier le Beau
- 1110-1113 : Vladislav Ier de Bohême
- 1113-1125 : Otton II le Noir, rétabli ;
- 1125-1126 : Sobeslav Ier de Bohême
- 1126-1130 : Venceslas Ier Henri fils de Svatopluk Ier de Bohême
- 1130-1135 : Sobeslav Ier de Bohême, rétabli;
- 1135-1137 : Luitpold fils de Bořivoj II de Bohême
- 1137-1140 : Sobeslav Ier de Bohême, rétabli de nouveau,
- 1140-1160 : Otton III fils de Otton II
- 1160-1164 : Vladislav II de Bohême
- 1164-1173 : Frédéric Ier de Bohême
- 1173-1176 : Udalrich fils de Sobeslav Ier de Bohême
- 1176-1179 : Venceslas II de Bohême
- 1179-1189 : Conrad Ier, premier Margrave de Moravie.
- 1189-1200 : Vladimir

### Ducs deBrno
- 1054-1061 : Otton Ier de Bohême le Beau
- 1061-1092 : Conrad Ier de Bohême
- 1092-1097 : Udalřich fils de Conrad Ier
- 1097-1100 : Bořivoj II de Bohême
- 1100-1115 : Udalřich rétabli
- 1115-1123 : Sobeslav Ier de Bohême
- 1123-1125 : Otton II le Noir fils de Otton Ier le Beau
- 1125-1156 : Vratislav,  fils d'Udalřich de Brno
- 1156-1174 : Vladislav II de Bohême
- 1174-1176 : Venceslas II de Bohême
- 1176-1189 : Conrad II de Bohême, premier Margrave de Moravie
- 1189-1191 : Spytihněv, fils de Vratislav de Brno ;
- 1191-1194 : Vladislav III de Bohême ;
- 1194-1197 : Spytihněv rétabli, prétendant au duché et aveuglé.

### Ducs deZnojmo
- 1054-1092 : Conrad Ier de Bohême
- 1092-1097 : Luitpold mort le 15 mars 1112 fils de Conrad Ier
- 1097-1100 : Bořivoj II de Bohême
- 1100-1112 : Luitpold rétabli
- 1113-1113 : Udalřich fils de Conrad Ier
- 1113-1123 : Sobeslav Ier de Bohême
- 1123-1160 : Conrad II fils de Luitpold
- 1161-1174 : Vladislav II de Bohême
- 1174-1191 : Conrad II de Bohême fils de Conrad II de Znojmo 1er Margrave de Moravie.
- 1191-1194 : Vladislav III de Bohême
- 1194-1197 : Bretislav III de Bohême

## Margraves
- 1182-1191 : Conrad II de Bohême ;
- 1197-1222 : Vladislav Ier.
- Vacance
- 1224-1228 : Vladislav II ;
- 1228-1239 : Premysl.
- Vacance
- 1246-1247 : Vladislav III ;
- 1247-1278 : Ottokar II de Bohême.
- Vacance
- 1333-1346 : Charles IV du Saint-Empire ;
- 1346-1375 : Jean-Henri de Moravie ;
- 1375-1411 : Jobst de Moravie ;
- 1375-1405 : Procope de Luxembourg, associé ;
- 1375-1394 : Jean Sobeslav de Luxembourg, associé.
- Vacance
- 1419-1423 : Sigismond Ier de Luxembourg
- 1423-1439 : Albert de Habsbourg
- 1440-1457 : Ladislas Ier de Bohême
- 1458-1468 : Georges de Poděbrady
- 1468-1490 : Matthias Corvin
- 1490-1516 : Vladislas IV de Bohême
- 1516-1526 : Louis de Bohême
- 1527-1564 : Ferdinand de Habsbourg
- 1564-1576 : Maximilien de Habsbourg
- 1576-1608 : Rodolphe de Habsbourg
- 1608-1611 : Matthias de Habsbourg

## Sources
- (en) Nora Berend, Przemyslaw Urbanczyk, Przemislaw Wiszewski, Central Europa in the High Middle Ages, Bohemia-Hungary and Poland c.900-c.1300, Cambridge,, Cambridge University Press, 2013, (ISBN 9780521786959)
- Joseph Calmette Le Reich allemand au moyen âge Éditions Payot, Paris 1951.
- Francis Dvornik Les Slaves histoire, civilisation de l'Antiquité aux débuts de l'Époque contemporaine Éditions du Seuil Paris 1970  (ISBN 9782020026673).
- Jörg K.Hoensch Histoire de la Bohême Éditions Payot. Paris 1995  (ISBN 2228889229).
- Pavel Bělina, Petr Čornej et Jiří Pokorný Histoire des Pays tchèques Points Histoire U 191 Éditions du Seuil Paris (1995)  (ISBN 2020208105)
- (en) & (de) Peter Truhart, Regents of Nations, K.G Saur Münich, 1984-1988  (ISBN 359810491X), Europe Europe, Central Europe, Europa/Mitteleuropa: Art. « Moravia/Mähren », p.2316-2318.
- (de) Europäische Stammtafeln Vittorio Klostermann, Gmbh, Francfort-sur-le-Main, 2004  (ISBN 3465032926),  Die Herzoge von Böhmem   Volume III.